# Lista odcinków serialu Przepis na życie
Lista prezentuje spis odcinków, opisujących serial komediowo-obyczajowy, Przepis na życie. Emisja odbywa się na kanale TVN.

## Serie
| Seria | Seria | Liczba odcinków | Czas emisji                         |
| ----- | ----- | --------------- | ----------------------------------- |
|       | 1     | 13              | 6 marca 2011 - 29 maja 2011         |
|       | 2     | 13              | 6 września 2011 - 29 listopada 2011 |
|       | 3     | 13              | 6 marca 2012 - 29 maja 2012         |
|       | 4     | 13              | 24 lutego 2013 - 19 maja 2013       |
|       | 5     | 13              | 1 września 2013 - 24 listopada 2013 |

## Seria 1
| № | Nr | Tytuł      | Reżyseria       | Scenariusz            | Premiera w Polsce | Kod    |
| --- | -- | ---------- | --------------- | --------------------- | ----------------- | ------ |
| 1 | 1  | Odcinek 1  | Michał Rogalski | Agnieszka Pilaszewska | 6 marca 2011      | S01E01 |
| Zbliża się szesnasta rocznica ślubu Anki i Andrzeja. Mąż proponuje żonie spotkanie w hotelu. Kobieta nie podejrzewa, że Andrzej chce ją poinformować o romansie z inną kobietą, oraz o tym, że odchodzi. Spotkanie przerywa telefon informujący, że ich córka miała wypadek. Małżonkowie jadą na miejsce zdarzenia, gdzie okazuje się, że to pretekst, by zjawili się tam, gdzie córka zorganizowała dla nich przyjęcie rocznicowe. Anka jest szczęśliwa do chwili, gdy mąż wyznaje jej, że odchodzi. Tego samego dnia kobieta traci pracę wskutek redukcji etatów.                           |    |            |                 |                       |                   |        |
| 2 | 2  | Odcinek 2  | Michał Rogalski | Agnieszka Pilaszewska | 13 marca 2011     | S01E02 |
| Andrzej umawia się z Anką, by omówić szczegóły dotyczące rozwodu. Żona opacznie rozumie jego intencje, spodziewając się przeprosin i prośby o jeszcze jedną szansę. Spotyka ją kolejne rozczarowanie. Beata także przychodzi do restauracji i podgląda rozmawiających małżonków. W domu Anka informuje Manię o rezultatach spotkania - muszą oddać Andrzejowi połowę mieszkania i mogą liczyć na 1000 zł alimentów. Od pewnego czasu Anka źle się czuje. Okazuje się, że jest w ciąży z mężem, z którym właśnie negocjowała warunki rozwodu.                                                  |    |            |                 |                       |                   |        |
| 3 | 3  | Odcinek 3  | Michał Rogalski | Agnieszka Pilaszewska | 20 marca 2011     | S01E03 |
| Anka mówi córce, że spodziewa się dziecka. Dzwoni też do matki, by jej o tym powiedzieć. Następnie udaje się do ginekologa, który potwierdza ciążę. Kobieta przekazuje także nowinę mężowi. Andrzej nie wierzy jednak, że to jego dziecko. Tego dnia Anka, Pola i Mania odbywają naradę, w wyniku której panie postanawiają usunąć z mieszkania rzeczy Andrzeja. Dołącza do nich Irena. Andrzej informuje Beatę, że Anka spodziewa się dziecka. Ta jest obrażona i każe mu opuścić sypialnię.                                                                                                 |    |            |                 |                       |                   |        |
| 4 | 4  | Odcinek 4  | Michał Rogalski | Agnieszka Pilaszewska | 27 marca 2011     | S01E04 |
| Beata zdecydowała się zajść w ciążę z Andrzejem. Anka poznaje Maćka - młodego architekta. Mania zaprzyjaźnia się z Grocholem. Okazuje się, że lekarką, do której ginekolog skierował Ankę, jest Beata, z którą Andrzej ma romans. Anka i Jerzy przypadkiem spotykają się, tym razem w sklepie meblowym. Następuje niefortunna wymiana zdań. Kobieta kupuje nowe łóżko, które dostarcza do jej domu Klemens, a nim interesuje się Pola. Wieczorem dochodzi do kłótni Anki i Poli. |    |            |                 |                       |                   |        |
| 5 | 5  | Odcinek 5  | Michał Rogalski | Agnieszka Pilaszewska | 3 kwietnia 2011   | S01E05 |
| Irena spotyka się z Andrzejem. Dochodzi do awantury. Anka szuka pracy na stacji benzynowej, gdzie po raz kolejny spotyka Maćka. Beata zabiera Andrzeja do rodzinnego domu. Wizyta kończy się niepomyślnie. Sąd orzeka rozwód i zasądza na rzecz Anki i Mani 2500 zł alimentów. Kobiety są zdziwione niespodziewaną hojnością Andrzeja, nie wiedząc o ingerencji Ireny. Anka zauważa ogłoszenie o poszukiwaniu pracownika, umieszczone na drzwiach lokalu Jerzego. Postanawia podjąć tę pracę.                                                                                                 |    |            |                 |                       |                   |        |
| 6 | 6  | Odcinek 6  | Michał Rogalski | Agnieszka Pilaszewska | 10 kwietnia 2011  | S01E06 |
| Mania wyjeżdża na warsztaty literackie, na których dochodzi do nieporozumień z Grocholem. Dziewczyna na własną rękę wraca do domu. Mieszkanie Poli ulega zalaniu. Kobieta prosi o pomoc Klemensa. Po opanowaniu sytuacji w mieszkaniu idą na spacer, podczas którego Klemens pozostaje obojętny na wdzięki Poli. Anka ma kolejną wizytę u dr Beaty. Panie, nie znając wzajemnych relacji, zaprzyjaźniają się. Grochol przeprasza Manię. Klemens odwiedza Polę, która zachorowała. Więź powoli zacieśnia się. Maciej kolejny raz próbuje zbliżyć się do Anki.                                  |    |            |                 |                       |                   |        |
| 7 | 7  | Odcinek 7  | Michał Rogalski | Agnieszka Pilaszewska | 17 kwietnia 2011  | S01E07 |
| Irena ma wrażenie, że od pewnego czasu ktoś ją śledzi. Okazuje się, że to Cezary, jej mąż i ojciec Anki. Mężczyzna odwiedza Irenę w domu i oznajmia, że chce pomóc córce w trudnej sytuacji. Grochol wyznaje Mani miłość. Dziewczyna jest szczęśliwa. Podczas kolejnego spotkania Klemens pyta Polę o jej hobby. Pola nie wie co odpowiedzieć, bo są to wciąż nowe znajomości i romanse, do czego nie chce się przyznać. U Ireny odbywa się spotkanie z udziałem Cezarego. Przychodzi też Anka, która nie zna go i dowiaduje się, że to jej ojciec.                                           |    |            |                 |                       |                   |        |
| 8 | 8  | Odcinek 8  | Michał Rogalski | Agnieszka Pilaszewska | 24 kwietnia 2011  | S01E08 |
| Cezary stara się odzyskać zaufanie córki. Między Andrzejem i Beatą dochodzi do kłótni. Jerzy jest zadowolony z propozycji Anki i włącza je do nowego menu. W restauracji trwają przygotowania do dużego bankietu. Grochol wygrywa zawody taneczne i otrzymuje stypendium w Londynie. Korzystając z nieobecności Anki, Mania organizuje w domu przyjęcie z tej okazji. Po powrocie do domu Anka zastaje córkę pod wpływem alkoholu. Dzwoni po męża. Podczas opieki nad Manią, Andrzej dowiaduje się, kto prowadzi ciążę Anki. Jest przerażony.                                                 |    |            |                 |                       |                   |        |
| 9 | 9  | Odcinek 9  | Michał Rogalski | Agnieszka Pilaszewska | 1 maja 2011       | S01E09 |
| Pola wysyła do znajomych dziwne telegramy, w których wzywa ich do stawienia się w określonym miejscu i o konkretnej porze. Andrzej wciąż nie ma odwagi powiedzieć Beacie, że jej ulubiona pacjentka jest jego była żona. Mania postanawia zmienić image. Ubiera się wyzywająco. Podczas zakupów w centrum handlowym zostaje zaczepiona przez mężczyznę, który składa jej niemoralną propozycję. Oburzona Anka rzuca się na niego, bijąc go torebką. Interweniuje policja. Obie panie zostają zabrane na komisariat, skąd Jerzy je odbiera. Odbywa się koncert Poli.                           |    |            |                 |                       |                   |        |
| 10 | 10 | Odcinek 10 | Michał Rogalski | Agnieszka Pilaszewska | 8 maja 2011       | S01E10 |
| Pola postanawia dokonać diametralnych zmian w życiu. Maciek deklaruje Ance pomoc przy remoncie mieszkania. Zachęca do tego przyjaciół. Powstaje sympatyczna "ekipa remontowa". Andrzej zaprasza Beatę na kolację z zamiarem wręczenia jej pierścionka zaręczynowego. Nieoczekiwanie pojawia się Anka i wywołuje awanturę. Mania umawia się z Wiktorem, lecz spotkanie okazuje się nieporozumieniem i rozczarowaniem. |    |            |                 |                       |                   |        |
| 11 | 11 | Odcinek 11 | Michał Rogalski | Agnieszka Pilaszewska | 15 maja 2011      | S01E11 |
| Anka, Irena i Mania rozpaczają po śmierci Cezarego. Maciek nie sprawdza się w roli pocieszyciela. Anka czuje, że nie może na nim polegać. Andrzej przychodzi do byłej żony po poradę sercową. Mania czuje się zaniedbywana przez ojca. Za namową Jerzego Anka decyduje się wziąć udział w konkursie kulinarnym. Klemens chce namalować portret Poli. Kobieta planuje uwiedzenie go podczas pozowania. Andrzej jedzie do Beaty i błaga ją o wybaczenie. Lekarka idzie do restauracji, żeby przeprosić Ankę. Kobiety dochodzą do porozumienia.                                                  |    |            |                 |                       |                   |        |
| 12 | 12 | Odcinek 12 | Michał Rogalski | Agnieszka Pilaszewska | 22 maja 2011      | S01E12 |
| Jerzy odwozi syna na lotnisko. Upija się, po czym idzie do restauracji. Kiedy pojawia się właścicielka lokalu, Anka ratuje Jerzego z opresji. W ramach podziękowań otrzymuje od niego zaproszenie do opery. Kobieta przychodzi na spektakl spóźniona. Jerzy zaprasza ją do domu, opowiada o swoim synu Janku. Grochol chce porozmawiać z Manią. Wyznaje, że był zazdrosny. Andrzej przezwycięża strach i wchodzi na ściankę wspinaczkową. Prosi Beatę, żeby do niego wróciła. Kobieta się zgadza, ale mówi, że nie chce mieć z nim dzieci. Andrzej oświadcza się.                             |    |            |                 |                       |                   |        |
| 13 | 13 | Odcinek 13 | Michał Rogalski | Agnieszka Pilaszewska | 29 maja 2011      | S01E13 |
| Anka dowiaduje się, że ma zostać nową szefową kuchni. Pyta, co wobec tego stanie się z Jerzym. Okazuje się, że Jerzy zrezygnował z pracy i zarekomendował ją właścicielce lokalu. Beata mówi Ance, że wspólnie z Andrzejem zamierzają teraz w pełni korzystać z życia. Klemens wpada na pomysł zorganizowania ogniska. Irena postanawia zaangażować także Manię i Grubą. Andrzej i Beata również zostają zaproszeni. Anka jest wzruszona, widząc ognisko i zebranych przy nim bliskich. Pola i Beata odbywają poważną rozmowę. Gdy ognisko dobiega końca Anka niespodziewanie zaczyna rodzić. |    |            |                 |                       |                   |        |

## Seria 2
| № | Nr | Tytuł      | Reżyseria       | Scenariusz            | Premiera w Polsce    | Kod    |
| --- | -- | ---------- | --------------- | --------------------- | -------------------- | ------ |
| 14 | 1  | Odcinek 14 | Michał Rogalski | Agnieszka Pilaszewska | 6 września 2011      | S02E01 |
| Anka w asyście bliskich jedzie do szpitala urodzić. W tym samym czasie Jerzy w Berlinie chce rozwodu z Elką, która się na to nie zgadza. Anka rodzi synka. Beata korzystając z okazji informuje Andrzeja o swojej ciąży. Jerzy zapowiada Ance swój powrót do Warszawy. Anka spotyka pod swoim domem Maćka i zdecydowanie zmienia kierunek ich wzajemnych relacji.                                           |    |            |                 |                       |                      |        |
| 15 | 2  | Odcinek 15 | Michał Rogalski | Agnieszka Pilaszewska | 13 września 2011     | S02E02 |
| Syn Anny będzie miał na imię Gniewomir. Mania poznaje Daniela. Pola odkrywa kłamstwa Klemensa. Anka podczas spaceru z synkiem, dostaje SMS od Jerzego, że wraca do Warszawy. Mama Gniewomira przez przypadek puszcza wózek z dzieckiem. Andrzej bada syna i informuje, że wszystko jest dobrze. |    |            |                 |                       |                      |        |
| 16 | 3  | Odcinek 16 | Michał Rogalski | Agnieszka Pilaszewska | 20 września 2011     | S02E03 |
| Anka wraca do pracy. Pola przyjmuje do pracy Ignacego, który już pierwszego dnia dowiaduje się, że szefowa nie lubi piłki nożnej. Aldona zajmuje się Gniewkiem. Pola stara się, aby Klemens bardziej się nią interesował - on od Poli woli piłkę nożną. Andrzej w sklepie poznaje Katarzynę. Beata poznaje Przemka.                                                                                         |    |            |                 |                       |                      |        |
| 17 | 4  | Odcinek 17 | Michał Rogalski | Agnieszka Pilaszewska | 27 września 2011     | S02E04 |
| Andrzej stwierdza że nie może spuścić Beaty z oczu, żeby nie zrobiła czegoś głupiego. Pola znajduje wspólny język z Ignacym. Mania spotyka pijanego Grochola, który wobec niej zachowuje się agresywnie. Andrzej spaceruje w parku z synkiem i broni córkę przed Grocholem. Anka zostaje w mieszkaniu Jerzego, bo ten zapomniał szampana. W mieszkaniu Jerzego pojawia się Elka - żona Jerzego.             |    |            |                 |                       |                      |        |
| 18 | 5  | Odcinek 18 | Michał Rogalski | Agnieszka Pilaszewska | 4 października 2011  | S02E05 |
| Pola zrywa z Klemensem i wyrzuca jego rzeczy przez okno. Pola idzie do baru, gdzie spotyka Ignacego. Chłopak odprowadza szefową do domu. Anka zostaje potrącona przez samochód, kierowca Robert zawozi ją do szpitala. |    |            |                 |                       |                      |        |
| 19 | 6  | Odcinek 19 | Michał Rogalski | Agnieszka Pilaszewska | 11 października 2011 | S02E06 |
| W mieszkaniu Jerzego odbywa się sesja fotograficzna. Małgorzata chce mu zaimponować. Znajomość Daniela i Manii rozwija się. Beata widzi w portfelu Andrzeja wizytówkę Katarzyny. |    |            |                 |                       |                      |        |
| 20 | 7  | Odcinek 20 | Michał Rogalski | Agnieszka Pilaszewska | 18 października 2011 | S02E07 |
| Jerzy mówi Ance, że dostanie rozwód. W przychodni, w której pracuje Beata zatrudniony zostaje Leon - nowy lekarz. Kasia umawia się z Andrzejem w kawiarni. |    |            |                 |                       |                      |        |
| 21 | 8  | Odcinek 21 | Michał Rogalski | Agnieszka Pilaszewska | 25 października 2011 | S02E08 |
| Kaśka i Beata spotykają się pod przychodnią, w której pracuje Andrzej. Robert prosi Ankę o numer telefonu. Karol, Stefan, Wanda i Irena idą na dyskotekę, podczas której Irena dostrzega Daniela tańczącego z Julią. Podczas zabawy Stefan upada na parkiet. Anka jest zadowolona ze spotkania z Jerzym, jej dobry humor dostrzega Mania podczas śniadania.                                                 |    |            |                 |                       |                      |        |
| 22 | 9  | Odcinek 22 | Michał Rogalski | Agnieszka Pilaszewska | 1 listopada 2011     | S02E09 |
| Beata dostaje prezent od Leona. Irena idzie przeprosić Witolda, że nie przyszła na umówione spotkanie. Mania dowiaduje się, że Daniel był z Julią na dyskotece, Mania jest zazdrosna o chłopaka. |    |            |                 |                       |                      |        |
| 23 | 10 | Odcinek 23 | Michał Rogalski | Agnieszka Pilaszewska | 8 listopada 2011     | S02E10 |
| Anka proponuje Jerzemu przyjaźń i opowiada mu o wizycie jego żony w restauracji. Ignacy polecił Poli biuro podróży, aby mogła zorganizować zaległy wyjazd dla pracowników. Robert zaprasza Ankę do kawiarni, kobieta przyjmuje zaproszenie. Gdy docierają na miejsce do kawiarni wchodzą Małgorzata i Jerzy.                                                                                                |    |            |                 |                       |                      |        |
| 24 | 11 | Odcinek 24 | Michał Rogalski | Agnieszka Pilaszewska | 15 listopada 2011    | S02E11 |
| Beata wybiera się do kina z Leonem. Andrzej prosi Ankę o radę w sprawie zachowania Beaty. Odbywa się sprawa rozwodowa Elki i Jerzego. Mania spotyka się z Grocholem. Jerzy wyznaje Ance, że jest o nią zazdrosny. Knappe prosi Małgorzatę, by zarezerwowała pokój w Rozwalinie dla niego i Anki. |    |            |                 |                       |                      |        |
| 25 | 12 | Odcinek 25 | Michał Rogalski | Agnieszka Pilaszewska | 22 listopada 2011    | S02E12 |
| Zośka jest smutna, ponieważ Mateusz jest zakochany w Ślicznej. Andrzej chce iść z Beatą do psychologa, jednak kobieta odmawia. Pola jest chora. Wanda, Stefan i Karol dowiadują się, że Witold (farmaceuta) ma żonę. W restauracji pojawia się nowa właścicielka. |    |            |                 |                       |                      |        |
| 26 | 13 | Odcinek 26 | Michał Rogalski | Agnieszka Pilaszewska | 29 listopada 2011    | S02E13 |
| Anka poznaje Małgorzatę. Beata decyduje się iść do terapeuty. Psycholog każe kobiecie wypowiedzieć swoje żale do Andrzeja, a Andrzejowi do Beaty. Grochol, Mania i Zośka na ścianie szkoły piszą o Śliczniej niepochlebne słowa. Robert Jad wyznaje Ance miłość. Jerzy wrzuca go do wody. Anka rzuca się Robertowi na ratunek. Jerzy podczas promocji książki wybiega bez tłumaczenia (dostał SMS od Anki). |    |            |                 |                       |                      |        |

## Seria 3
| № | Nr | Tytuł      | Reżyseria       | Scenariusz            | Premiera w Polsce | Kod    |
| --- | -- | ---------- | --------------- | --------------------- | ----------------- | ------ |
| 27 | 1  | Odcinek 27 | Michał Rogalski | Agnieszka Pilaszewska | 6 marca 2012      | S03E01 |
| Beata rodzi córkę. Mała Kornelia ma żółtaczkę. Andrzej ma samochodem stłuczkę i nie może odebrać Beaty z córką ze szpitala. Beata z Kornelią przenosi się do swoich rodziców. Do Imbiru przychodzi Elka, była żona Jerzego Knappe. Syn Elki i Jerzego poszedł na wagary, powiedział w szkole, że mama miała wypadek i leży w szpitalu w ciężkim stanie. Elka wprowadza się do Jerzego, pod pretekstem opieki nad synem. |    |            |                 |                       |                   |        |
| 28 | 2  | Odcinek 28 | Michał Rogalski | Agnieszka Pilaszewska | 13 marca 2012     | S03E02 |
| Anna opowiada Mańce o mieszkaniu Jerzego. Mania jednak jest wzburzona perspektywą mieszkania z obcym mężczyzną. Andrzej upija się z powodu zachowania Beaty. Anna wygrywa w konkursie kulinarnym a Jerzy zapoznaje ukochaną z załogą Kardamonu i proponuje jej posadę w restauracji. |    |            |                 |                       |                   |        |
| 29 | 3  | Odcinek 29 | Michał Rogalski | Agnieszka Pilaszewska | 20 marca 2012     | S03E03 |
| Janek ucieka z domu. Anka wraca do domu po randce z Jerzym Knappe, Mania ma do niej żal, że dla niej najważniejszy jest już tylko Jerzy. Tadeusz myśli, że Pola ma już kogoś. Maturzyści wypełniają ankietę, o ich planach na przyszłość. Mania oddaje pustą kartkę, bo nie wie co napisać. Janek okrada Elkę. |    |            |                 |                       |                   |        |
| 30 | 4  | Odcinek 30 | Michał Rogalski | Agnieszka Pilaszewska | 27 marca 2012     | S03E04 |
| Anka przygotowuje chrzest dla Gniewka. Beata ćwiczy w klubie sportowym, by dojść do formy po ciąży. Elka stawia Ance ultimatum : albo Anka przygotuje przyjęcie za dwa dni, albo Elka zwolni ją z Imbiru. Na chrzcie Gniewka nie zjawia się chrzestny chłopca - Jerzy. Anna jest załamana, że ukochany ja zawiódł. Okazuje się, że Janek miał wypadek. |    |            |                 |                       |                   |        |
| 31 | 5  | Odcinek 31 | Michał Rogalski | Agnieszka Pilaszewska | 3 kwietnia 2012   | S03E05 |
| Jerzy przeprasza Ankę, że nie został ojcem chrzestnym Gniewka. Pola wybiera się na sanki z Tadeuszem. Plany krzyżuje im asystent, który przypomina o terminie prezentacji przed zarządem. Andrzej chce zabrać na spacer Beatę i Kornelię. Okazuje się jednak, że partnerka ma inne plany. Anka, Aldona, Długi i Żyleta przyjeżdżają do willi Elki, żeby przygotować przyjęcie. Na imprezie obecny jest Marcel Ostrowski, właściciel Kardamonu.                                                                                                 |    |            |                 |                       |                   |        |
| 32 | 6  | Odcinek 32 | Michał Rogalski | Agnieszka Pilaszewska | 10 kwietnia 2012  | S03E06 |
| Gruba dorabia sobie jako pomoc w salonie fryzjerskim. Grochol zaś jeździ na próby do spektaklu w Gdańsku. Oboje powoli usamodzielniają się. To staje się przyczyną napięć między nimi a Manią, która wciąż nie ma pomysłu na siebie. Jerzy ponownie namawia Ankę na przejście do Kardamonu. Małgorzata proponuje Ance zorganizowanie cateringu na przyjęciu z okazji pięciolecia wydawnictwa. |    |            |                 |                       |                   |        |
| 33 | 7  | Odcinek 33 | Michał Rogalski | Agnieszka Pilaszewska | 17 kwietnia 2012  | S03E07 |
| Jerzy prosi Ankę, żeby towarzyszyła mu na przyjęciu z okazji jubileuszu wydawnictwa. Pola składa do dyrektora skargę o molestowanie seksualne. Jeremiasz zostaje karnie przeniesiony do oddziału firmy w Bydgoszczy. Andrzej prosi byłą żonę, by pozwoliła mu u siebie przenocować. Wanda postanawia kupić książkę o pozytywnym myśleniu. |    |            |                 |                       |                   |        |
| 34 | 8  | Odcinek 34 | Michał Rogalski | Agnieszka Pilaszewska | 24 kwietnia 2012  | S03E08 |
| Marcel po raz kolejny namawia Elkę, by sprzedała Imbir. Mania chce powiedzieć Grocholowi, że postanowiła zostać pisarką. On jest jednak pochłonięty swoimi sprawami. Dziewczyna wysyła swoje teksty do redakcji młodzieżowego magazynu. Anka i jej zespół zaczynają serwować dania na przyjęciu z okazji jubileuszu wydawnictwa. Elka ukradkiem posypuje potrawy sodą. Wanda postanawia powiedzieć Stefanowi i Karolowi o swojej chorobie. Umawia się z przyjaciółmi do parku.                                                                 |    |            |                 |                       |                   |        |
| 35 | 9  | Odcinek 35 | Michał Rogalski | Agnieszka Pilaszewska | 1 maja 2012       | S03E09 |
| Wanda budzi się po operacji. Stefan zamierza ją poprosić o rękę, jednak na widok ukochanej mdleje. Beata kontynuuje treningi tańca na rurze, na które przychodzi z małą Kornelią. Tadeusz kupuje Poli ulubione ciastko. Kobieta zjada je w całości, nie wiedząc, że w środku był pierścionek zaręczynowy. Elka informuje Ankę o zmianach, jakie zamierza wprowadzić w Imbirze. Kobieta ma zostać zdegradowana. Czeka ją więcej pracy za te same pieniądze.                                                                                     |    |            |                 |                       |                   |        |
| 36 | 10 | Odcinek 36 | Michał Rogalski | Agnieszka Pilaszewska | 8 maja 2012       | S03E10 |
| Anka postanawia otworzyć własną restaurację. By uzbierać fundusze na inwestycję, zatrudnia się w Kardamonie. Pracownicy Jerzego boją się zmian, jakie mogą nastąpić wraz z pojawieniem się w ich kuchni narzeczonej szefa. Andrzej szuka pretekstu do spotkania z Beatą. Przyjeżdża po swoje rzeczy do jej rodziców. Mania przychodzi na próbę Grochola. Uświadamia sobie, że oboje żyją teraz w różnych światach. Decyduje się rozstać z chłopakiem.                                                                                          |    |            |                 |                       |                   |        |
| 37 | 11 | Odcinek 37 | Michał Rogalski | Agnieszka Pilaszewska | 15 maja 2012      | S03E11 |
| Jerzy ma przygotować scenariusz pilotowego odcinka swojego kulinarnego programu telewizyjnego. Redakcja przydziela mu do pomocy Violę. Andrzej i Beata idą na obiad do restauracji. Mężczyzna ma dość wzajemnych podejrzeń o zdradę. Uważa, że sytuacja się poprawi, gdy zostaną małżeństwem. Anka szuka lokalu na restaurację. Zostaje przyjęta przez Duchampa na kurs. Podekscytowana wykupuje w księgarni wszystkie książki o kuchni francuskiej.                                                                                           |    |            |                 |                       |                   |        |
| 38 | 12 | Odcinek 38 | Michał Rogalski | Agnieszka Pilaszewska | 22 maja 2012      | S03E12 |
| Beata i Andrzej rezerwują termin ślubu w urzędzie stanu cywilnego. Anka rozpoczyna kurs kuchni francuskiej u Duchampa, który odbywa się w Imbirze. Dowiaduje się, że Antoine był pierwszym mężem Elki. Teksty Manii zostają pozytywnie ocenione przez redakcję czasopisma "Jak". Pola mówi Ance, że chce być udziałowcem w jej restauracji i proponuje jej swój wkład finansowy. Po kolacji w Kardamonie Duchamp przychodzi do kuchni, żeby osobiście podziękować za wytworny posiłek. Docenia dania Jerzego i suflet przygotowany przez Ankę. |    |            |                 |                       |                   |        |
| 39 | 13 | Odcinek 39 | Michał Rogalski | Agnieszka Pilaszewska | 29 maja 2012      | S03E13 |
| Jerzy kłóci się z Anką o Duchampa. Ostrzega, że rywal wykorzystuje ją, by się na nim zemścić. Beata żąda, by Andrzej zajął się formalnościami związanymi z łączonym ślubem - ich oraz Poli i Tadeusza. Andrzej i Anka przychodzą do kawiarni na umówione spotkanie z Manią z okazji jej osiemnastych urodzin. Przynoszą jej zakupiony wspólnie prezent. Beata i Pola organizują pokaz tańca na rurze. |    |            |                 |                       |                   |        |

## Seria 4
| №  | Nr | Tytuł      | Reżyseria       | Scenariusz            | Premiera w Polsce | Kod    |
| -- | -- | ---------- | --------------- | --------------------- | ----------------- | ------ |
| 40 | 1  | Odcinek 40 | Michał Rogalski | Agnieszka Pilaszewska | 24 lutego 2013    | S04E01 |
| 41 | 2  | Odcinek 41 | Michał Rogalski | Agnieszka Pilaszewska | 3 marca 2013      | S04E02 |
| 42 | 3  | Odcinek 42 | Michał Rogalski | Agnieszka Pilaszewska | 10 marca 2013     | S04E03 |
| 43 | 4  | Odcinek 43 | Michał Rogalski | Agnieszka Pilaszewska | 17 marca 2013     | S04E04 |
| 44 | 5  | Odcinek 44 | Michał Rogalski | Agnieszka Pilaszewska | 24 marca 2013     | S04E05 |
| 45 | 6  | Odcinek 45 | Michał Rogalski | Agnieszka Pilaszewska | 31 marca 2013     | S04E06 |
| 46 | 7  | Odcinek 46 | Michał Rogalski | Agnieszka Pilaszewska | 7 kwietnia 2013   | S04E07 |
| 47 | 8  | Odcinek 47 | Michał Rogalski | Agnieszka Pilaszewska | 14 kwietnia 2013  | S04E08 |
| 48 | 9  | Odcinek 48 | Michał Rogalski | Agnieszka Pilaszewska | 21 kwietnia 2013  | S04E09 |
| 49 | 10 | Odcinek 49 | Michał Rogalski | Agnieszka Pilaszewska | 28 kwietnia 2013  | S04E10 |
| 50 | 11 | Odcinek 50 | Michał Rogalski | Agnieszka Pilaszewska | 5 maja 2013       | S04E11 |
| 51 | 12 | Odcinek 51 | Michał Rogalski | Agnieszka Pilaszewska | 12 maja 2013      | S04E12 |
| 52 | 13 | Odcinek 52 | Michał Rogalski | Agnieszka Pilaszewska | 19 maja 2013      | S04E13 |

## Seria 5
| №  | Nr | Tytuł      | Reżyseria       | Scenariusz            | Premiera w Polsce    | Kod    |
| -- | -- | ---------- | --------------- | --------------------- | -------------------- | ------ |
| 53 | 1  | Odcinek 53 | Michał Rogalski | Agnieszka Pilaszewska | 1 września 2013      | S05E01 |
| 54 | 2  | Odcinek 54 | Michał Rogalski | Agnieszka Pilaszewska | 8 września 2013      | S05E02 |
| 55 | 3  | Odcinek 55 | Michał Rogalski | Agnieszka Pilaszewska | 15 września 2013     | S05E03 |
| 56 | 4  | Odcinek 56 | Michał Rogalski | Agnieszka Pilaszewska | 22 września 2013     | S05E04 |
| 57 | 5  | Odcinek 57 | Michał Rogalski | Agnieszka Pilaszewska | 29 września 2013     | S05E05 |
| 58 | 6  | Odcinek 58 | Michał Rogalski | Agnieszka Pilaszewska | 6 października 2013  | S05E06 |
| 59 | 7  | Odcinek 59 | Michał Rogalski | Agnieszka Pilaszewska | 13 października 2013 | S05E07 |
| 60 | 8  | Odcinek 60 | Michał Rogalski | Agnieszka Pilaszewska | 20 października 2013 | S05E08 |
| 61 | 9  | Odcinek 61 | Michał Rogalski | Agnieszka Pilaszewska | 27 października 2013 | S05E09 |
| 62 | 10 | Odcinek 62 | Michał Rogalski | Agnieszka Pilaszewska | 3 listopada 2013     | S05E10 |
| 63 | 11 | Odcinek 63 | Michał Rogalski | Agnieszka Pilaszewska | 10 listopada 2013    | S05E11 |
| 64 | 12 | Odcinek 64 | Michał Rogalski | Agnieszka Pilaszewska | 17 listopada 2013    | S05E12 |
| 65 | 13 | Odcinek 65 | Michał Rogalski | Agnieszka Pilaszewska | 24 listopada 2013    | S05E13 |